# 羅榮聖母聖殿

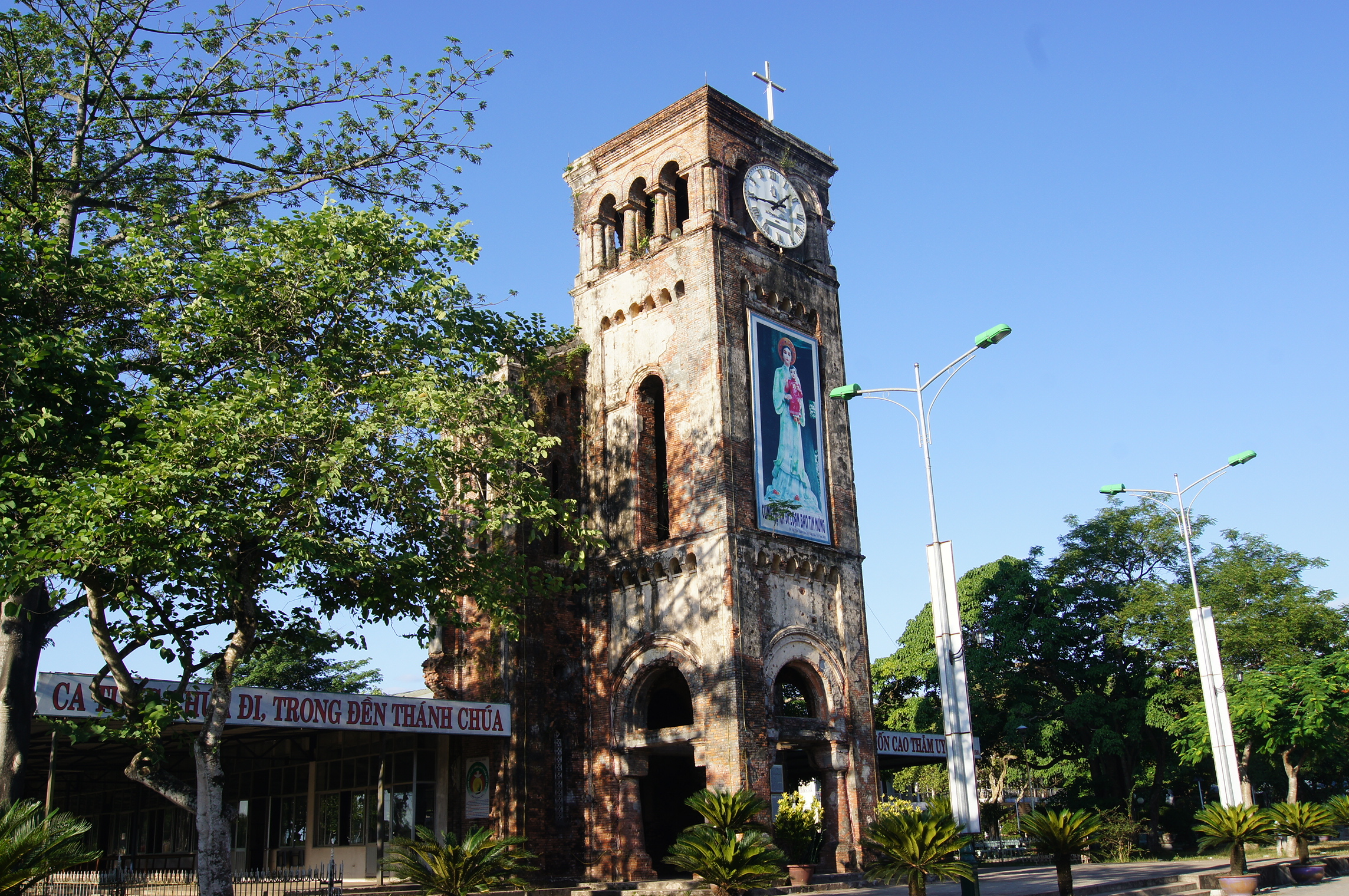
羅榮聖母宗座聖殿

羅榮聖母宗座聖殿（越南语：／），亦译拉望圣母宗座圣殿，為越南天主教的宗座聖殿。位於越南中部廣治省海陵縣。

## 歷史
羅榮聖母的傳說最早可追溯到越南西山朝皇帝阮光纘禁止天主教時期。很多人逃到羅榮的熱帶雨林避難，其中許多人生了重病。他們祈禱時，一位年轻女士出現了。她穿著傳統的越南長襖，懷抱幼兒。兩個天使在她身旁。在場的人後來解釋說，這位女士就是聖母瑪利亞，嬰兒就是耶穌。他們說，聖母安慰他們，告訴他們煮樹葉做藥治療病人。
在1886年後，迫害已正式結束，加斯帕爾(Gaspar)主教下令新建一座教堂以紀念羅榮聖母。由於地方局勢不穩，以及資金有限，經過15年的時間教堂才建成。加斯帕爾主教在一個莊嚴的儀式上宣布教堂落成，該儀式參加者有12,000人，時間從1901年8月6日持續至8日。主教宣布羅榮聖母是天主教徒的主保。1928年，一個更大的教堂落成，以接待越來越多的朝聖者。該教堂在越南戰爭期間於1972年夏天被摧毀。
1961年，越南天主教的主教選定羅榮作為全國的神聖瑪利亞中心。1962年，教宗若望二十三世宣布將羅榮教堂升格為宗座聖殿。雖然梵蒂岡沒有正式承認這一事件是聖母顯靈。1988年6月19日，教宗若望保祿二世公開承認了羅榮聖母的重要性，並表達了重建羅榮聖殿以紀念聖母顯现200週年的願望。